# Бої за Довгеньке
Бої за Довгеньке — бойові дії за контроль над селом Довгеньке, що за 20 км на південь від міста Ізюм, між Збройними силами України та Збройними силами Російської Федерації під час російського наступу на північний схід України. Село перебувало в окупації з 11 червня до 10 вересня 2022 й слугувало плацдармом для наступу на Слов'янському напрямку. Наприкінці липня — на початку серпня ЗСУ зупинили просування противника й перейшли до контрнаступальних дій.

## Передумови
Довгеньке — село на кордоні Харківської та Донецької областей. 24 лютого 2022 року Росія вторглася в Україну, що стало різкою ескалацією російсько-української війни, яка почалася в 2014 році. Вторгнення спричинило найшвидше зростаючу кризу біженців у Європі з часів Другої світової війни: понад 6,5 мільйони українців втекли з країни, а третина населення була переміщена. 1 квітня українські військові підтвердили, що Ізюм знаходиться під контролем Росії. Наступного дня в інтерв'ю Укрінформу заступник Ізюмського міського голови Володимир Мацокін заявив, що у місті зруйновано 80% житлових будинків, у місті немає світла, опалення та води.

## Хід бойових дій
11 квітня 2022 року російські війська розпочали наступ на Довгеньке та Дмитрівку, який був відбитий українськими силами.
15 травня українські військові заявили, що Росія розпочала новий штурм села.
6 червня українські військові відбили нову атаку на Довгеньке, через понесені втрати російські війська відвели частину підрозділів до Ізюма. Повідомляється, що в цей час депутат Держдуми Росії Олександр Бородай їздив у Довгеньке для участі в штурмі села разом із «Союзом добровольців Донбасу». Проте 11 червня село перейшло під контроль окупаційних сил.
До 12 червня Україна повідомила, що російська армія веде штурм із Довгенького в напрямку Мазанівки та Долини, вказуючи на те, що село було захоплене російськими військами.
Станом на 25 червня бої тривали біля Довгенького, але наприкінці місяця російські дії перемістилися на південь від села, російські війська намагалися просунутися з Довгенького в бік Мазанівки.

### Звільнення
10 вересня в ході контрнаступу українських сил селище було звільнене від російських окупаційних військ.

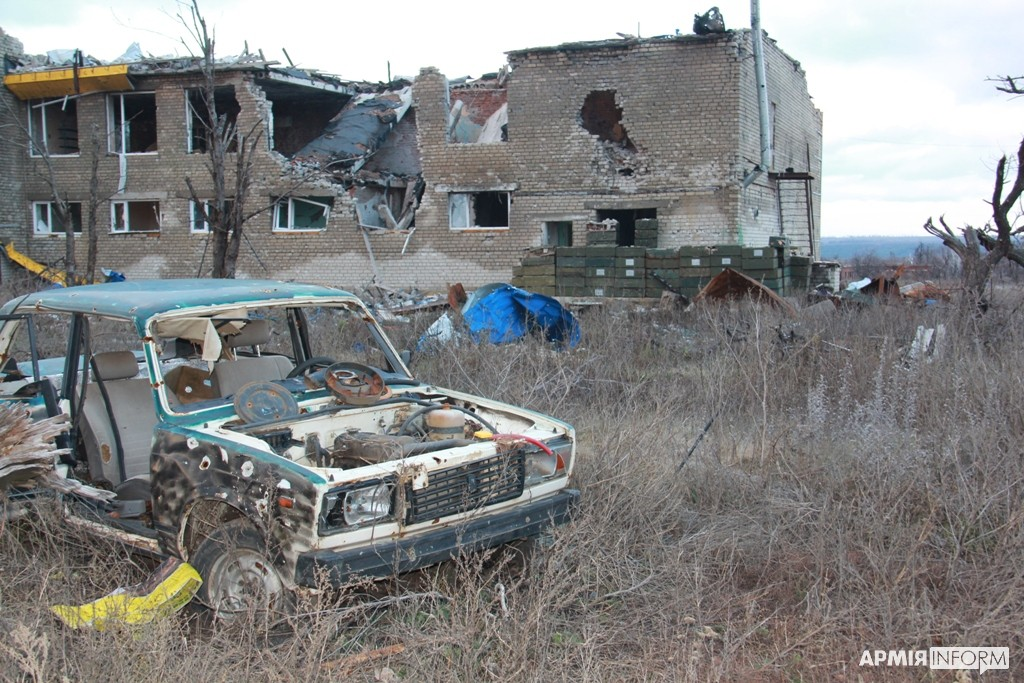
Руйнування в селі
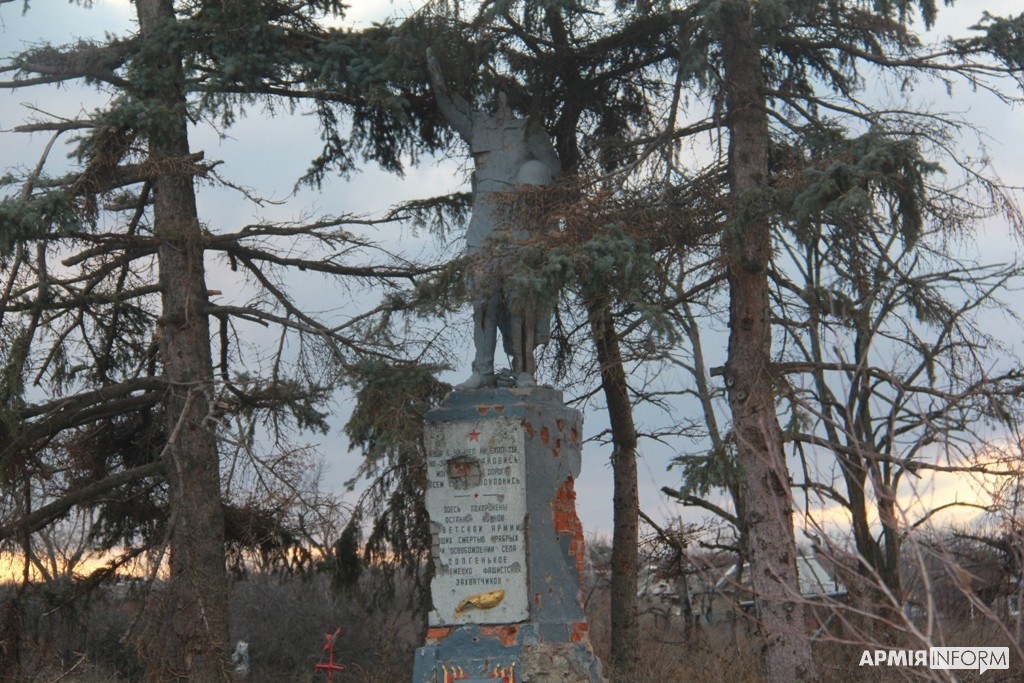
Зруйнований меморіал загиблим у Другій світовій війні
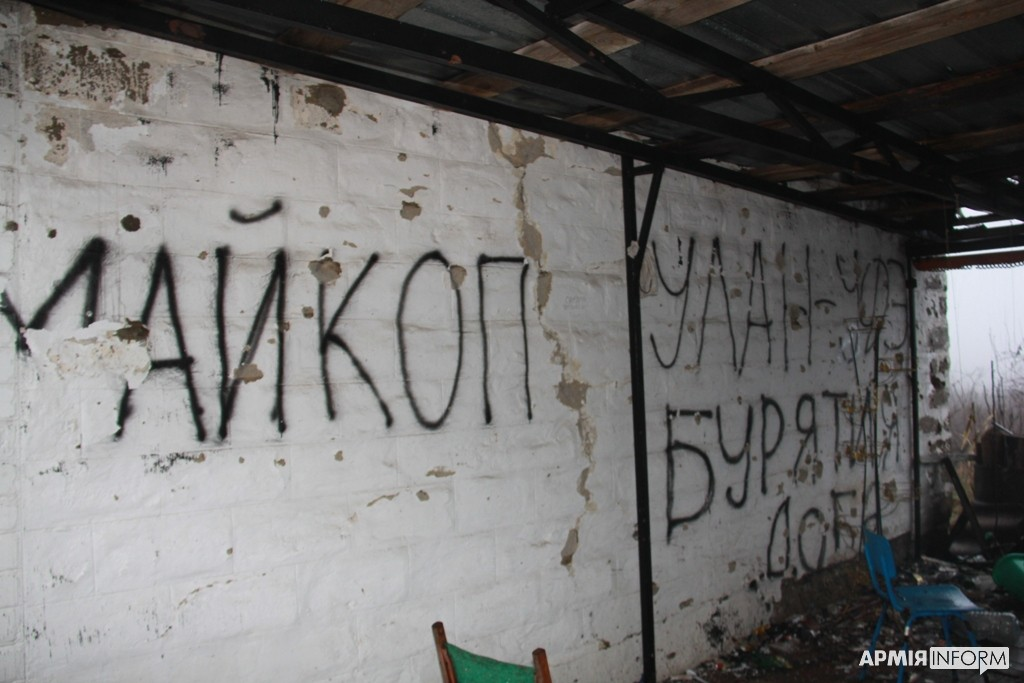
Написи, залишені російськими солдатами
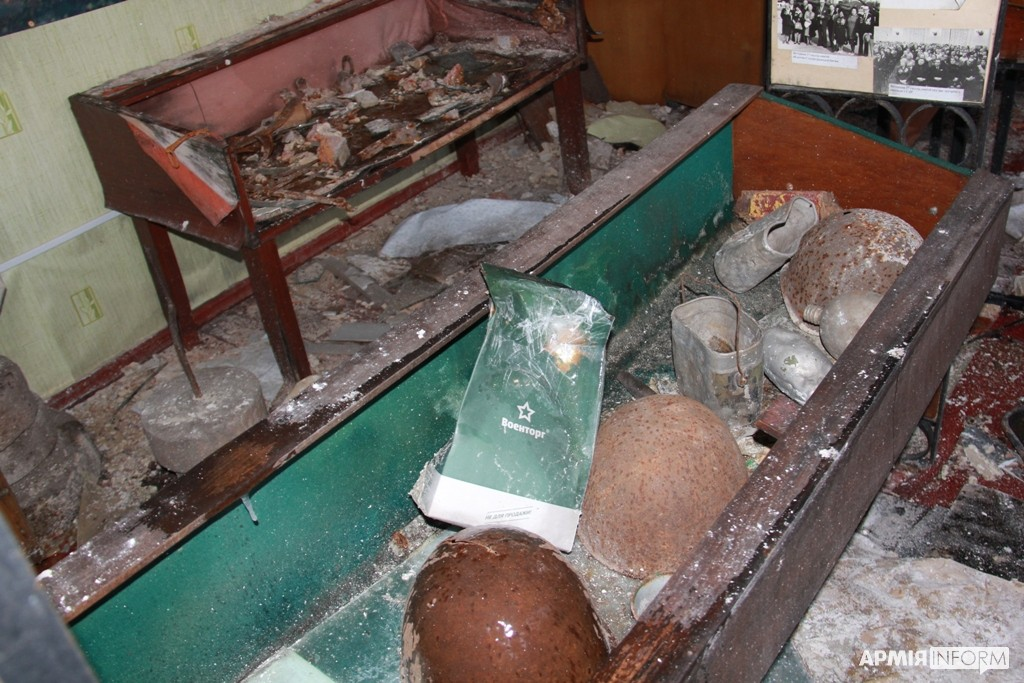
Зруйнована історична експозиція